# خاليسكو نيو جينيراشين كارتل
خاليسكو نيو جينيراشين كارتل (بالإنجليزية: Jalisco New Generation Cartel)‏ هي عصابة إجرامية قوات شبه عسكرية مكسيكية مقرها ولاية خاليسكو.
بحلول 2018 أصبحت خاليسكو ثاني أقوى كارتل في المكسيك.